# 杰尔迈伊
杰尔迈伊，是匈牙利科马罗姆-埃斯泰尔戈姆州所辖的一个村。总面积45.45平方公里，总人口1455，人口密度32.0人/平方公里（2011年1月1日）。